# Dieter Romann
Dieter Romann (* 4. Mai 1962 in Ahrweiler) ist ein deutscher Verwaltungsjurist und politischer Beamter. Seit 2012 ist er der Präsident des Bundespolizeipräsidiums.

## Leben

### Ausbildung und Persönliches
Romann erlangte 1982 die Allgemeine Hochschulreife und leistete von 1982 bis 1983 Wehrdienst bei der Bundeswehr. Er studierte Rechtswissenschaften an der Universität Bonn. Das Erste juristische Staatsexamen bestand er 1988 am Justizprüfungsamt beim Oberlandesgericht Köln. 1992 legte er das Zweite juristische Staatsexamen ab. 1996 promovierte zum Doktor der Verwaltungswissenschaften er an der Hochschule für Verwaltungswissenschaften Speyer über das „Remonstrationsrecht und Remonstrationspflicht im Beamtenrecht“; Gutachter waren Detlef Merten und Hermann Hill.
1990 und 1991 wurde Romann Deutscher Meister in Karate (Gewichtsklasse bis 70 kg).
Er ist verheiratet.

### Laufbahn und Wirken
Dieter Romann trat im Jahr 1993 in den Dienst des Bundesministeriums des Innern. Dort war er von 1993 bis 1995 zunächst im Referat für die Durchführung des Bundesbesoldungsgesetzes der Abteilung Öffentlicher Dienst tätig. Danach arbeitete er von 1996 bis 2000 im Referat für Grundsatz-, Rechts- und Organisationsangelegenheiten, Sanitätswesen der Abteilung Angelegenheiten Bundesgrenzschutz. Er wechselte 2000 in das Referat für Asylrecht und Asylverfahrensrecht der Abteilung Ausländer- und Asylangelegenheiten. Hier war er an der Formulierung der Anti-Terror-Gesetze und des Zuwanderungsgesetzes beteiligt. Zeitweilig war Romann ans Bundeskriminalamt (BKA) abgeordnet. Anschließend kehrte er 2002 in die Abteilung Angelegenheiten Bundesgrenzschutz zurück, diesmal in das Referat für Polizeiliche Grundsatz- und Einsatzangelegenheiten; Luftsicherheit.
Er avancierte zum Referatsleiter und leitete von 2005 bis 2009 das Referat für Polizeiliche Grundsatz- und Einsatzangelegenheiten in Abteilung Angelegenheiten Bundespolizei. Danach leitete er von 2009 bis 2012 im Amt eines Ministerialrates das Referat für Ausländerterrorismus und -extremismus (acht Mitarbeiter) der Abteilung Öffentliche Sicherheit. Zuletzt hatte er in dieser Funktion die Fachaufsicht über das BKA sowie das Bundesamt für Verfassungsschutz in den Themenbereichen Islamistischer Terrorismus und Salafismus inne. 2010 organisierte er die Aufnahme von zwei Häftlingen aus den Gefangenenlagern auf Guantanamo in Deutschland. Mitte Juni 2012 koordinierte er eine in sieben Bundesländern durchgeführte Razzia gegen Salafisten.
Nachdem im Jahr 2012 der Bundesinnenminister Hans-Peter Friedrich (CSU) den bisherigen Präsidenten des Bundespolizeipräsidiums, Matthias Seeger, in den einstweiligen Ruhestand versetzt hatte, wurde Romann mit Wirkung vom 1. August 2012 zu dessen Nachfolger ernannt.
Nach dem G7-Gipfel in Schloss Elmau im Juni 2015 ließ Romann ohne Anweisungen seines Vorgesetzten, des Bundesministers Thomas de Maizière, polizeiliches Material an der deutsch-österreichischen Grenze einlagern. So hätte er im Falle der Anordnung einer Grenzschließung schnell reagieren können. Kritiker warfen ihm allerdings vor, dass er seine eigene politische Agenda verfolgte. Es galt als offenes Geheimnis in Berlin, dass Romann zusammen mit dem damaligen Verfassungsschutzchef Hans-Georg Maaßen von vorneherein Angela Merkels Flüchtlingspolitik ablehnte. Sowohl Romann als auch Maaßen hatten ein sehr angespanntes Verhältnis zur damaligen Kanzlerin, das von gegenseitigem Misstrauen geprägt war.
Im Juni 2018 leitete er die Rückführung des mordverdächtigen Irakers Ali B. Die irakische Regierung beklagte daraufhin rechtswidriges Vorgehen, da die deutsche Polizeieinheit keine Genehmigung für die Rückführung des Tatverdächtigen durch das irakische Justizministerium erteilt bekommen hatte. Aufgrund einer Strafanzeige des Karlsruher Strafverteidigers Daniel Sprafke wurde daraufhin durch die Staatsanwaltschaft Frankfurt am Main ein Ermittlungsverfahren gegen Romann wegen Freiheitsberaubung eingeleitet. Nach Abschluss der Ermittlungen teilte die Staatsanwaltschaft Frankfurt am Main mit einem Schreiben vom 21. Januar 2019 mit, dass dieses Ermittlungsverfahren mit Hinweis auf die Zuständigkeit der Bundespolizei gemäß § 170 Absatz 2 der Strafprozessordnung eingestellt wurde.
Im Juli 2019 veröffentlichte die Welt am Sonntag einen Vermerk, in dem Romann die Abschiebung des Miri-Clanchefs schilderte.